# Junior Boy’s Own
Junior Boy’s Own – niezależna brytyjska wytwórnia płytowa, założona w 1990 roku w Londynie przez Terry’ego Farleya, Andrew Weatheralla, Cymona Eckela i Stevena Halla. Specjalizuje się w elektronicznej muzyce tanecznej. Wydała nagrania takich wykonawców jak The Chemical Brothers i Underworld.

## Historia
Rewolucja spod znaku acid house końca lat 80. XX wieku zmieniła sposób imprezowania, tworzenia muzyki, ubierania się i walki z prawem. Od 1988 roku na czele ruchy znaleźli się Boys Own. Organizowali oni żywiołowe imprezy przy dźwiękach DJ-ów Terry’ego Farleya i Andrew Weatheralla, jednocześnie wydając własny, prześmiewczy magazyn dla fanów, który następnie utorował drogę wytwórni Boy’s Own, której współzałożycielami byli, obok nich, Pete Heller i Cymon Eckel.
W wywiadzie udzielonym Clive’owi Martinowi z magazynu Vice Terry Farley stwierdził, iż założeniu wytwórni nie towarzyszył żaden plan:

Nie mieliśmy żadnego planu, po prostu postanowiliśmy spróbować podrażnić ludzi. Ja, Andrew, Steven, wszyscy mieliśmy różne kolekcje płyt. Wszyscy chodziliśmy do tych samych klubów i uwielbialiśmy płyty, które tam grali, ale jeśli poszedłeś do naszych domów, mieliśmy zupełnie inne gusta muzyczne. Kiedy po raz pierwszy założyliśmy wytwórnię, było to bardzo obłędne, zupełnie bez celu. Nigdy nie wiedzieliśmy, co robimy, nie robiliśmy arkusza kalkulacyjnego.

Z Boy’s Own (zwanej również Boy’s Own Productions), wyodrębniły się z czasem dwa wydawnictwa: Junior Boy’s Own oraz Boy’s Own Recordings. Przez pewien czas równolegle ukazywały się wydawnictwa Boy’s Own (seria BOIX/BOX), Collect Boy’s Own (seria COLLECT) oraz Junior Boy’s Own.
Od momentu powstania w 1990 roku wytwórnia Junior Boy’s Own stała się, dzięki wydaniu takich singli jak: „Where Were You?” (Black Science Orchestra), „Moving On” (Roach Motel), „Muzik X-Press” (X-Press 2), „In Your Bones” (Fire Island) i „Big Mouth” Lemon Interrupt, jedną z najbardziej cenionych w dziedzinie muzyki klubowej.
Pod koniec 1997 roku Junior Boy’s Own nawiązała współpracę z V2 Records. Według szefa Junior Boy’s Own, Steve’a Halla umowa z dużą firmą miała pomóc jego wydawnictwu w zachowaniu niezależności i kontroli artystycznej. Pierwszym wspólnym przedsięwzięciem obu wytwórni był album Beaucoup Fish zespołu Underworld, a następnie debiutancki longplay duetu Sycamore.

## Artyści
Lista według Discogs:

- Ashley Beedle
- Ballistic Brothers
- Black Science Orchestra
- Booker T
- Centuras
- Fire Island
- Heller & Farley Project
- Lemon Interupt
- Pete Heller
- Problem Kids
- Terry Farley
- The Chemical Brothers
- The Misterons
- Underworld
- X-Press 2